# Die Five Tops
Die Five Tops waren eine deutsche Band, die 1964 von Leo Leandros, dem Vater von Vicky Leandros mit Günter Kallmann, Bernd Golonski, Sigurd Hilkenbach und Karl-Heinz Welbers gegründet wurde und bis 1968 existierte. Sie hatten zahlreiche Hits, darunter die deutsche Version von Rag Doll, mit der sie den vierten Platz in den deutschen Charts belegten.